# Егоров, Александр Дмитриевич
Александр Дмитриевич Егоров (22 апреля 1924, Козлянино — 3 июля 1994, Москва) — разведчик взвода пешей разведки 238-го гвардейского стрелкового полка 81-й гвардейской стрелковой дивизии 7-й гвардейской армии 2-го Украинского фронта, гвардии рядовой; гвардии младший сержант.

## Биография
Родился 22 апреля 1924 года в деревне Козлянино Каширского района Московской области . Окончил 7 классов в городе Куйбышев. Был машинистом компрессорной станции на 1-м государственном подшипниковом заводе в Москве.
В Красной Армии с 1942 года. В боях Великой Отечественной войны с июля 1942 года.
Разведчик взвода пешей разведки 238-го гвардейского стрелкового полка гвардии рядовой Александр Егоров 17 марта 1944 года в составе разведывательной группы первым ворвался в один из домов села Шевченково Раздельнянского района Одесской области Украины и огнём из автомата уничтожил засевших там противников, в том числе двоих офицеров. За мужество и отвагу, проявленные в боях, гвардии рядовой Егоров Александр Дмитриевич 19 мая 1944 года награждён орденом Славы 3-й степени.
В ночь на 19 июня 1944 года в районе станции Куза-Водэ гвардии младший сержант Александр Егоров подавил вражеский пулемет, мешавший выполнению боевой задачи разведывательной группой. За мужество и отвагу, проявленные в боях, гвардии младший сержант Егоров Александр Дмитриевич 19 июля 1944 года награждён орденом Славы 2-й степени.
В районе города Тыргу-Фрумос 22 августа 1944 года гвардии младший сержант Александр Егоров уничтожил гарнизон дота, который препятствовал продвижению подразделений полка.
Указом Президиума Верховного Совета СССР от 24 марта 1945 года за образцовое выполнение заданий командования в боях с немецко-вражескими захватчиками гвардии младший сержант Егоров Александр Дмитриевич награждён орденом Славы 1-й степени, став полным кавалером ордена Славы.
В 1946 году гвардии сержант А. Д. Егоров демобилизован из Вооруженных Сил СССР. Жил в городе-герое Москве. Работал слесарем-наладчиком на заводе «Металлист». Скончался 3 июля 1994 года. Похоронен в Москве на Домодедовском кладбище.
Награждён орденом Отечественной войны 1-й степени, орденами Славы 1-й, 2-й и 3-й степени, Дружбы народов (1993), медалями.

## Награды
За боевые успехи был удостоен:
- Орден Славы I степени (24.03.1945)
- Орден Славы II степени (19.07.1944)
- Орден Славы III степени (19.05.1944)
- орден Отечественной войны I степени
- Орден Дружбы народов
- другие медали.